# Dominik Dán
Dominik Dán (* 1955/1962) je slovenský spisovatel detektivních románů. Píše pod pseudonymem a v roce 2010 se autorsky podílel na tvorbě seriálu Kriminálka Staré Město.

## Identita autora
Dominik Dán, vlastním jménem Miroslav Kratochvíla.[ve zdroji nenalezeno]
O autorově identitě se na veřejnosti i mezi příznivci jeho díla vedou spory. Objevují se konspirační teorie předpokládající nikoli autora jednoho, ale několik. Poté, co vydal první desítku knih, se o něho média začala zajímat, jako o úspěšného autora. Začal komunikovat prostřednictvím elektronických médií. Neodhalil však svou totožnost. Jediné, co takto vedenými rozhovory potvrdil, že patří mezi kriminalisty. Více, z profesionálního pohledu, odhalit nehodlá. Jeho identitu, kromě nejbližších spolupracovníků, zná i několik novinářů. Nesprávný je i rok jeho narození uváděný na přebalech knih.
Svou identitu Dominik Dán částečně odkryl v září 2020 poté, co byl propuštěn z Ministerstva vnitra Slovenské republiky.
Oficiálním důvodem jeho odchodu z ministerstva měly být chystané organizační změny ve struktuře ministerstva a zrušení pozice, jíž na ministerstvu zastával. Slovenská média však spekulovala, že důvodem měl být fakt, že D. Dán na ministerstvu nepracoval a jen docházel pro výplatu, což vadilo novému ministru vnitra, Romanu Mikulcovi.
Na své propuštění z ministerstva a odchod na odpočinek D. Dán reagoval otevřeným dopisem (5. září 2020, facebookový profil @DominikDanOfficial), v němž jednak velmi stručně vysvětlil svou pracovní pozici, pozadí propuštění i další záměry (zda dál bude psát detektivní romány) .
Z otevřeného dopisu Dominika Dána a následné reakce ministra R. Mikulce je zřejmé, že Dán od roku 2010 pracoval v tiskovém odboru ministerstva vnitra, když předtím dvacet pět let pracoval u policie, mimo jiné na pozici vyšetřovatele.

## Dílo

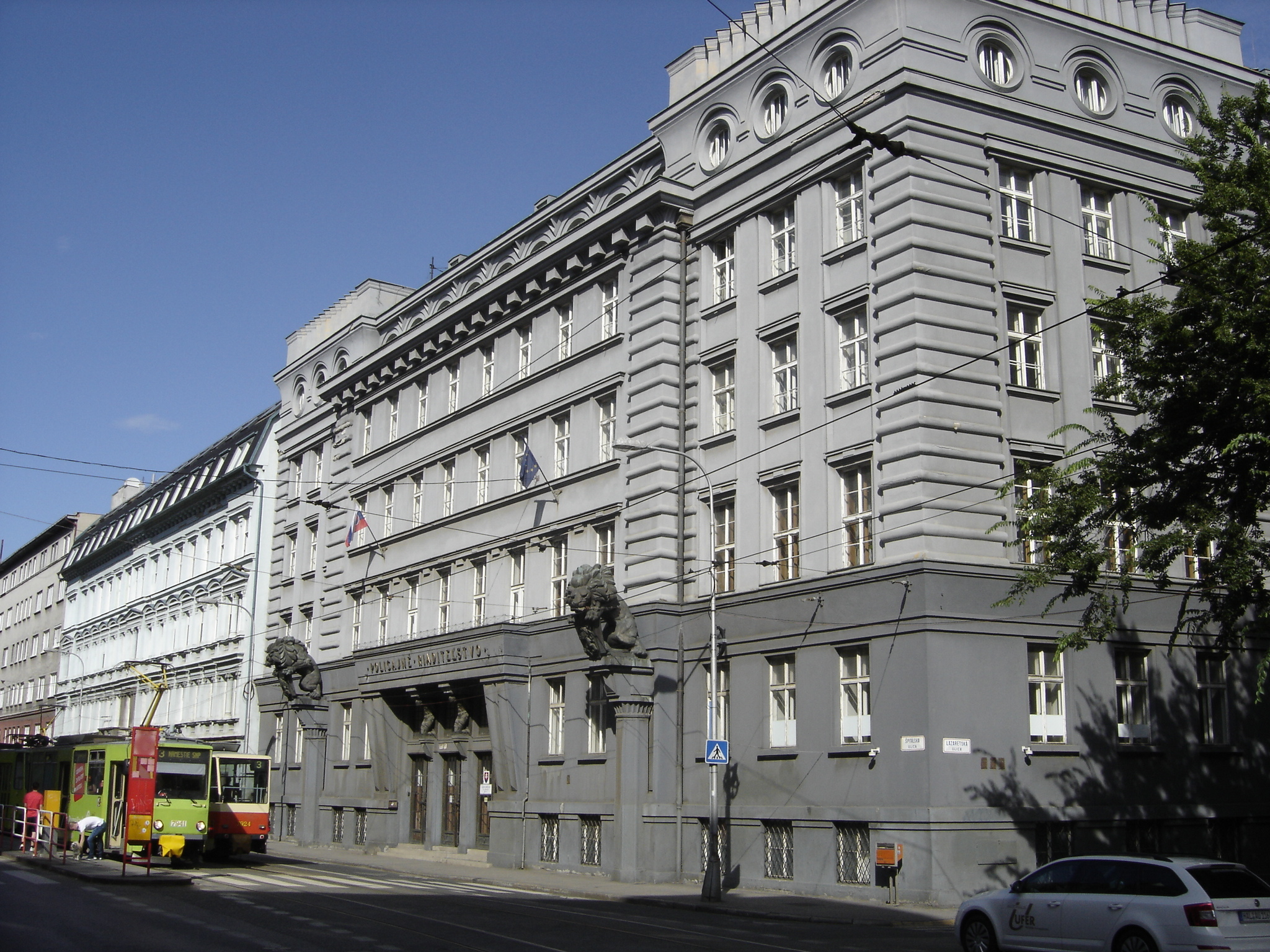
Budova policie U dvoch levov, kde je kancelář hlavních hrdinů (Špitálska ulice, Bratislava)

Autor ve svých knihách řeší kriminální případy, které se staly v tzv. Našem městě (toto město není nijak konkrétně pojmenováno, ale z knih je zjevné, že se jedná o Bratislavu). Ačkoliv je jeho dílo monotematické a tyto případy vždy řeší detektivové z oddělení vražd policejního sboru Našeho města, každá jeho kniha je specifická a je psána z jiného úhlu pohledu. Autor nepoužívá stejnou šablonu a proto jsou vždy jeho knihy překvapivé a nedá se dopředu očekávat, kam bude jejich příběh směřovat.

### Knihy podle data vydání na Slovensku
- 2005 Popol všetkých zarovná
  - kauza zavlečení Michala Kováče ml. do Rakouska
  - vražda Roberta Remiáše

- v Česku vydáno v roce 2015 pod názvem Popel všechny zarovná
- vydáno slovenským nakladatelstvím Slovart CZ v českém překladu v podobě elektronické knihy pod názven Popel všechny zarovná
- 2005 Nehanebné neviniatko
  - případ smrti mladé studentky

- v Česku vydáno v roce 2017 pod názvem Nestydaté neviňátko
- 2006 Beštia
  - případ sériového vraha Ondreje Riga

- v Česku vydáno v roce 2010 a 2015 pod názvem Bestie

- vydáno slovenským nakladatelstvím Slovart CZ v českém překladu v podobě elektronické knihy pod názven Bestie
- 2006 Sára
  - případ vraždy prominentního bankéře
- 2007 Cela číslo 17
  - případ nespravedlivě odsouzeného

- v Česku vydáno v roce 2011 a 2016 pod názvem Cela 17
- 2007 Červený kapitán
  - vyšetřování případu otevřeného v roce 1992, zavádějící však kriminalisty do událostí před rokem 1989

- v Česku vydáno v roce 2010 pod názvem Kapitán Smrt. V roce 2015 vyšlo jako Rudý kapitán (první filmová adaptace)

- vydáno slovenským nakladatelstvím Slovart CZ v českém překladu v podobě elektronické knihy pod názven Rudý kapitán
- 2008 Hriech náš každodenný
  - vyšetřování případu k smrti utýraného chlapce
- 2008 Knieža Smrť
  - vyšetřování smrti stavebního podnikatele
- 2009 Noc temných klamstiev
  - vyšetřování zavede kriminalisty do nejvyšších politických kruhů

- v Česku vydáno v roce 2011 pod názvem Noc plná lží
- 2009 Mucha
  - případ nezvěstného mladého děvčete
  - začátek příběhu vyšetřování vražd masového vraha Jozefa Slováka

- v Česku vydáno v roce 2012 pod názvem Moucha
- 2010 Studňa
  - kauza podvodu s pozemky
- 2010 Mucholapka
  - případ masového vraha Jozefa Slováka, přímé pokračování knihy Mucha

- v Česku vydáno v roce 2012 pod názvem Mucholapka
- 2011 Na podpätkoch
  - vyrovnávání účtů v prostředí mafie
- 2011 Žiješ iba dvakrát
  - volné pokračování knihy Cela číslo 17
- 2012 Kožené srdce
  - případ z roku 2003 mající přesah zpět až do druhé světové války
- 2012 Uzol
  - případ vražd z doby konce socialismu

- v Česku vydáno v roce 2014 pod názvem Uzel
- vydáno slovenským nakladatelstvím Slovart CZ v českém překladu v podobě elektronické knihy pod názven Uzel
- 2013]Kráska a netvor
  - vyšetřování brutální vraždy studentky a pokusu o vraždu batolete

- v Česku vydáno v roce 2014 pod názvem Kráska a zvíře
- 2013 Básnik
  - vyšetřování vražd mladých dívek

- vydáno slovenským nakladatelstvím Slovart CZ v českém překladu v podobě elektronické knihy pod názven Básník
- 2014 Nevinným sa neodpúšťa
  - na první pohled přirozená smrt se stane vraždou
- 2014 Jednou nohou v hrobe
  - pátrání po identitě a osudu člověka, jehož noha je nalezena na skládce odpadu
  - pokračování knihy Na podpätkoch
- 2015 Krv nie je voda
  - vyšetřování upálení mladé ženy a jejího dítěte

- v Česku vydáno v roce 2016 pod názvem Krev není voda
- vydáno slovenským nakladatelstvím Slovart CZ v českém překladu v podobě elektronické knihy pod názven Krev není voda
- 2016 Nežná fatamorgána
  - případ znásilněni a zardoušení mladých dívek
  - navazuje na knihy Uzol a Básnik

- v Česku vydáno v roce 2016 pod názvem Něžná fata morgána
- 2016 Smrť na druhom brehu
  - pátrání po vrahovi muže nalezeného na břehu řeky, po ztracené mladé ženě a donašeči z řad policie

- v Česku vydáno v roce 2017 pod názvem Smrt na druhém břehu
- 2017 Korene zla
- 2017 Cigaretka na dva ťahy
  - vyšetřování vraždy řidiče dodávky. Trestná činnost příslušníků policie
- 2018 List zo záhrobia
- 2018 Venuša zo zátoky
  - nález torz dvou ženských těl. Vyšetřování jejich smrti na pozadí obchodu s drogami a prostitucí
- 2019 Nevieš dňa, nevieš hodiny
- 2019 Pochovaní za živa
- 2020 Klbko zmijí
  - případ vražd zdánlivě provedených náhodou při nepodařeném vloupání do domu a přepadení kasina
- 2020 V tieni
  - Vraždil sériový vrah Ondrej, nebo se detektivům někdo jiný plete pod nohy?
- 2021 Bremeno minulosti
- 2021 Mačacia stopa
- 2022 Tajomný závoj
- 2022 Dáma kontra strelec
- 2023 Reminiscencia
- 2023 Konečne normálna vražda
- 2024 Kruhy na vode
- 2024 Vianočná nádielka

### Audioknihy a rozhlasová zpracování
| Audiokniha                | Interpret                                    | Jazyk     | Rok vydání audioknihy | Délka                          |
| ------------------------- | -------------------------------------------- | --------- | --------------------- | ------------------------------ |
| Beštia                    | Jozef Vajda                                  | Slovensky | 2009                  | 12 hodin a 44 minut            |
| Červený kapitán           | Jozef Vajda (2010), Martin Mňahončák (2023)  | Slovensky | 2010 / 2023           | 15 hodin a 47 minut            |
| Kráska a netvor           | Dušan Kubaň                                  | Slovensky | 2014                  | 13 hodin a 37 minut            |
| Básnik                    | Marián Geišberg                              | Slovensky | 2015                  | 11 hodin a 42 minut            |
| Popol všetkých zarovná    | Marián Geišberg                              | Slovensky | 2015                  | 17 hodin a 53 minut            |
| Uzol                      | Marián Geišberg                              | Slovensky | 2015                  | 10 hodin a 15 minut            |
| Krv nie je voda           | Marián Geišberg                              | Slovensky | 2015                  | 10 hodin a 15 minut            |
| Mucha                     | Marián Geišberg                              | Slovensky | 2015                  | 11 hodin                       |
| Mucholapka                | Marián Geišberg                              | Slovensky | 2015                  | 10 hodin a 45 minut            |
| Jednou nohou v hrobe      | Marián Geišberg                              | Slovensky | 2016                  | 11 hodin a 46 minut            |
| Nežná fatamorgána         | Marián Geišberg                              | Slovensky | 2016                  | 9 hodin a 48 minut             |
| Smrť na druhom brehu      | Marián Geišberg                              | Slovensky | 2016                  | 10 hodin a 41 minut            |
| Cela číslo 17             | Marián Geišberg                              | Slovensky | 2017                  | 11 hodin a 10 minut            |
| Rudý kapitán              | Martin Stránský                              | Česky     | 2017                  | 14 hodin a 40 minut            |
| Korene zla                | Marián Geišberg                              | Slovensky | 2017                  | 10 hodin a 45 minut            |
| Nehanebné neviniatko      | Marián Geišberg                              | Slovensky | 2017                  | 13 hodin a 34 minut            |
| Žiješ iba dvakrát         | Marián Geišberg                              | Slovensky | 2017                  | 12 hodin a 35 minut            |
| Cigaretka na dva ťahy     | Marián Geišberg                              | Slovensky | 2017                  | 10 hodin a 23 minut            |
| Sára                      | Marián Geišberg                              | Slovensky | 2018                  | 11 hodin a 17 minut            |
| List zo záhrobia          | Marián Geišberg                              | Slovensky | 2018                  | 11 hodin a 10 minut            |
| Nevieš dňa, nevieš hodiny | Martin Mňahončák                             | Slovensky | 2020                  | 11 hodin a 29 minut            |
| Klbko zmijí               | Martin Mňahončák                             | Slovensky | 2020                  | 10 hodin a 54 minut            |
| Pochovaní zaživa          | Martin Mňahončák                             | Slovensky | 2020                  | 11 hodin a 8 minut             |
| Venuša zo zátoky          | Martin Mňahončák                             | Slovensky | 2020                  | 12 hodin a 10 minut            |
| Hriech náš každodenný     | Martin Mňahončák                             | Slovensky | 2020                  | 11 hodin a 28 minut            |
| V tieni                   | Martin Mňahončák                             | Slovensky | 2021                  | 10 hodin a 3 minuty            |
| Nevinným sa neodpúšťa     | Lukáš Šepták (2015), Martin Mňahončák (2021) | Slovensky | 2015 / 2021           | 10 hodin a 42 minut / 23 hodin |
| Knieža smrť               | Martin Mňahončák                             | Slovensky | 2021                  | 11 hodin a 11 minut            |
| Bremeno minulosti         | Martin Mňahončák                             | Slovensky | 2021                  | 12 hodin a 4 minut             |
| Beštia                    | Martin Mňahončák                             | Slovensky | 2021                  | 11 hodin a 46 minut            |
| Mačacia stopa             | Martin Mňahončák                             | Slovensky | 2021                  | 10 hodin a 45 minut            |
| Uzel                      | Martin Stránský                              | Česky     | 2021                  | 10 hodin a 15 minut            |
| Básník                    | Martin Stránský                              | Česky     | 2021                  | 11 hodin a 17 minut            |
| Na podpätkoch             | Lukáš Šepták                                 | Slovensky | 2022                  | 10 hodin a 44 minut            |
| Tajomný závoj             | Martin Mňahončák                             | Slovensky | 2022                  | 13 hodin a 25 minut            |
| Něžná fata morgána        | Martin Stránský                              | Česky     | 2022                  | 10 hodin a 8 minut             |
| Dopis ze záhrobí          | Martin Stránský                              | Česky     | 2023                  | 11 hodin a 19 minut            |
| Červený kapitán           | Martin Mňahončák                             | Slovensky | 2023                  | 16 hodin a 8 minut             |
| Konečne normálna vražda   | Martin Mňahončák                             | Slovensky | 2023                  | 13 hodin a 58 minut            |
| Studňa                    | Dušan Kubaň (2011), Martin Mňahončák (2024)  | Slovensky | 2011 / 2024           | 12 hodin a 11 minut / 13 hodin |
| Kruhy na vode             | Martin Mňahončák                             | Slovensky | 2024                  | 11 hodin a 30 minut            |
| Vianočná nádielka         | Martin Mňahončák                             | Slovensky | 2024                  | 11 hodin a 46 minut            |

#### Zpracování v Českém rozhlase
• 2023 Venuše ze zátoky - 12 dílné rozhlasové zpracování knihy Český rozhlas Dvojka (únor-březen). Překlad Jana Hanzlíka v režii Dimitrije Dudíka četl Petr Stach (herec). Pořad se stal nejúspěšnější četbou na pokračování Českého rozhlasu.
• 2024 Nevíš dne, nevíš hodiny - 14 dílné rozhlasové zpracování knihy Český rozhlas Dvojka (únor-březen). Překlad Jana Hanzlíka v režii Dimitrije Dudíka četl Petr Stach (herec).

## Film a televize
Dominik Dán byl autorem námětu seriálu Kriminálka Staré Město. Česko-slovenský koprodukční seriál, inspirovaný skutečnými případy, vytvořila Česká televize spolu s Trigon production a RTVS v roce 2010. Jednalo se celkem o sedm dílů detektivek. V hlavních rolích hráli Zuzana Fialová a Matěj Hádek.
Detektivní filmový thriller Rudý kapitán, odehrávající se v roce 1992 v rozpadajícím se Československu, natočil režisér Michal Kollár podle předlohy knihy Červený kapitán v roce 2016 v česko-polsko-slovenské koprodukci.